# Volotea

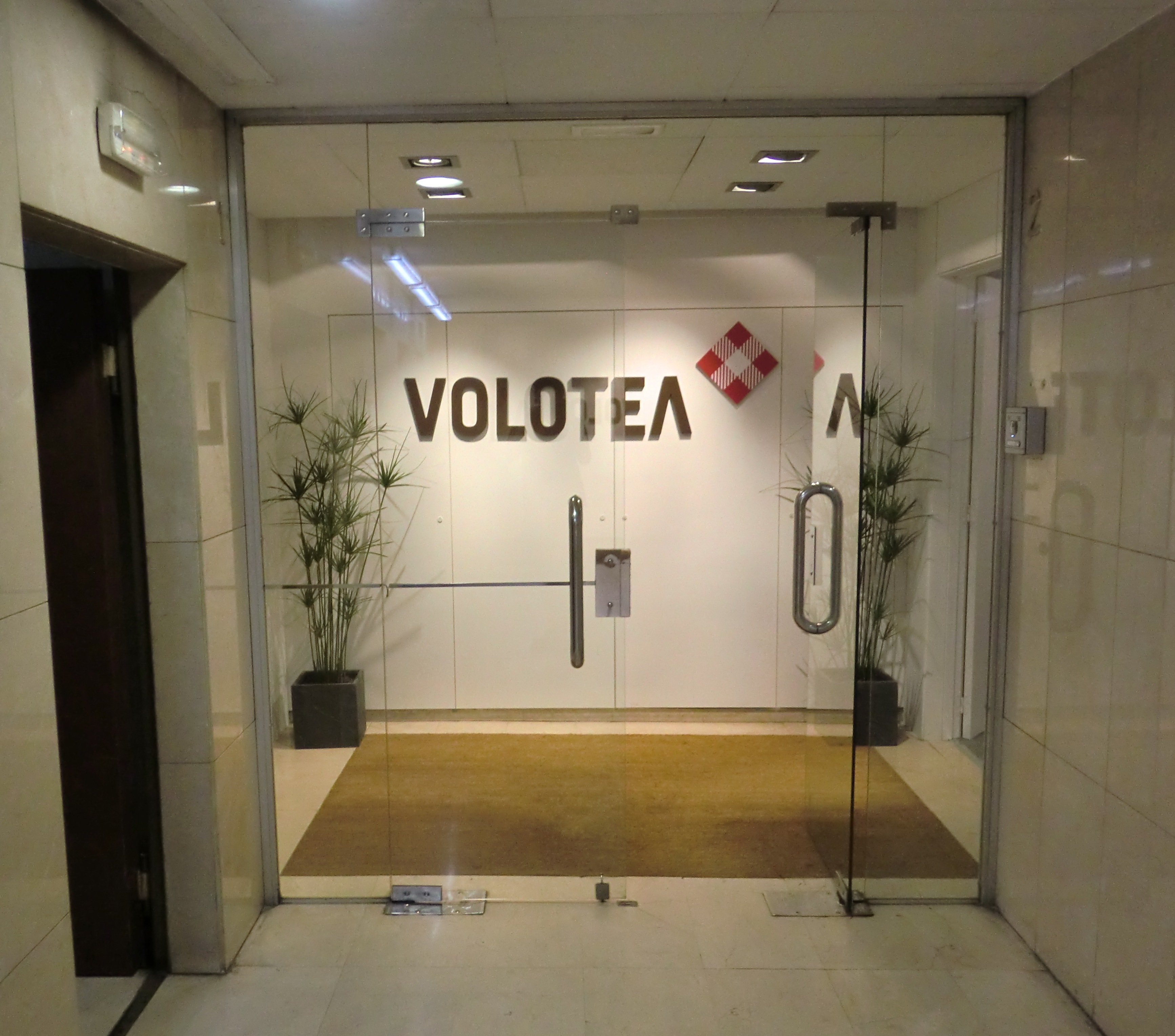
Trụ sở hãng Volotea

Volotea là một hãng hàng không giá rẻ Tây Ban Nha, thỉnh thoảng có bay thuê chuyến, được thành lập bởi công ty Alaeo SL đóng ở Barcelona, một công ty được sáng lập người sáng lập Vueling, Carlos Muñoz và Lazaro Ros. Hãng bắt đầu hoạt động vào ngày 05 tháng 4 năm 2012, từ sân bay Venice Marco Polo. Tên gọi "Volotea" bắt nguồn từ động từ tiếng Tây Ban Nha "revolotear," có nghĩa là "bay khắp".
Công ty được hỗ trợ bởi ba quỹ cổ phần tư nhân, hai trong số đó đến từ châu Âu (Axis Participaciones Empresariales và Corpfin Capital) và một đơn vị từ Mỹ—CCMP Capital, chủ tịch là, Greg Brenneman, từng là chủ tịch và tổng giám đốc vận hành của hang hàng hàng không Mỹ Continental Airlines, cũng là chủ tịch hội đồng quản trị của Volotea. Công ty đã tập hợp được hơn 50 triệu euro trước khi bắt đầu hoạt động.

## Điểm đến

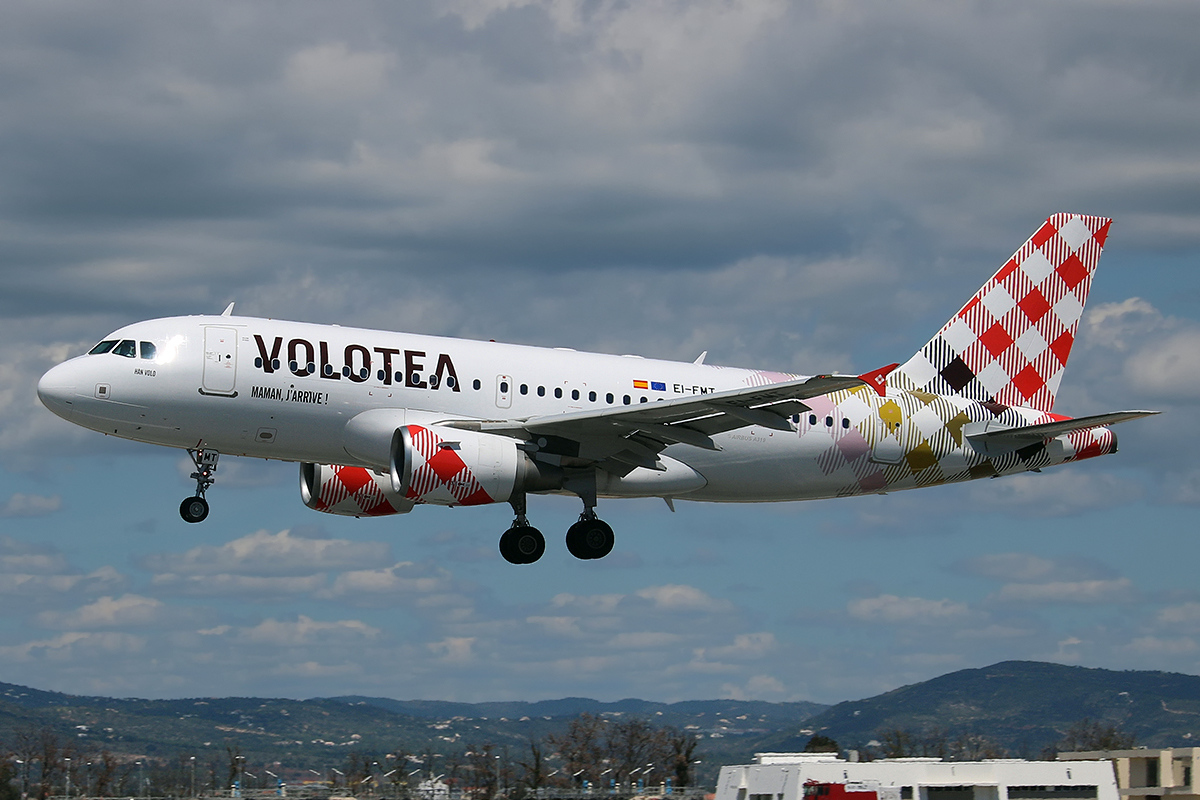
Airbus A319-100

### Châu Á
Israel
- Tel Aviv - Sân bay quốc tế Ben Gurion Theo mùa [6]

### Châu Âu
Croatia
- Split - Sân bay Split Theo mùa

 Czech Republic
- Prague - Sân bay Ruzyně Theo mùa

 France
- Ajaccio - Sân bay Ajaccio Napoleon Bonaparte Theo mùa
- Bastia - Sân bay Bastia – Poretta Theo mùa
- Biarritz - Sân bay Biarritz Theo mùa
- Bordeaux - Sân bay Bordeaux–Mérignac Base
- Brest - Sân bay Brest Bretagne Theo mùa
- Caen - Sân bay Caen Carpiquet Theo mùa
- Grenoble - Sân bay Grenoble–Isère Theo mùa
- Lille - Sân bay Lille Theo mùa
- Montpellier - Sân bay Montpellier–Méditerranée
- Nantes - Sân bay Nantes Atlantique Base
- Perpignan - Sân bay Perpignan-Rivesaltes Theo mùa
- Strasbourg - Sân bay quốc tế Strasbourg
- Toulon - Sân bay Toulon-Hyères Theo mùa
- Toulouse - Sân bay Toulouse Blagnac

 Germany
- Munich - Sân bay Munich Theo mùa

 Greece
- Athens - Sân bay quốc tế Athens Theo mùa
- Corfu - Sân bay quốc tế Corfu Theo mùa
- Heraklion - Sân bay quốc tế Heraklion Theo mùa
- Kos - Sân bay quốc tế Kos Island Theo mùa
- Mykonos - Sân bay quốc gia đảo Mykonos Theo mùa
- Preveza - Sân bay Aktion National Theo mùa (begins ngày 4 tháng 7 năm 2014)
- Rhodes - Sân bay quốc tế Rhodes Theo mùa
- Samos - Sân bay quốc tế Samos Theo mùa (begins ngày 4 tháng 7 năm 2014)
- Santorini - Sân bay quốc gia Santorini (Thira) Theo mùa
- Skiathos - Sân bay Skiathos Theo mùa

 Ireland
- Cork - Sân bay Cork Theo mùa
- Dublin - Sân bay Dublin

 Italy
- Alghero - Sân bay Alghero
- Ancona - Sân bay Ancona Falconara Theo mùa
- Bari - Sân bay Bari Karol Wojtyła
- Brindisi - Sân bay Brindisi – Salento
- Cagliari - Sân bay Cagliari Elmas
- Catania - Sân bay Catania–Fontanarossa
- Crotone - Sân bay Crotone Theo mùa
- Genoa - Sân bay Genoa
- Lamezia Terme - Sân bay quốc tế Lamezia Terme
- Lampedusa - Sân bay Lampedusa Theo mùa
- Milan - Sân bay Bergamo Theo mùa: [7]
- Naples - Sân bay quốc tế Naples
- Olbia - Sân bay Olbia - Costa Smeralda
- Palermo - Sân bay Falcone–Borsellino Base
- Pantelleria - Sân bay Pantelleria Theo mùa
- Pisa - Sân bay quốc tế Pisa Theo mùa (begins ngày 19 tháng 12 năm 2014)
- Reggio Calabria - Sân bay Reggio di Calabria
- Trieste - Sân bay Trieste – Friuli Venezia Giulia Theo mùa
- Turin - Sân bay Caselle
- Venice - Sân bay Sân bay Marco Polo Base
- Verona - Sân bay Verona Villafranca

 Great Britain
- Jersey - Sân bay Jersey Theo mùa
- London/Sân bay Southend - Sân bay London Southend Theo mùa
- Southampton - Sân bay Southampton Theo mùa

 Tây Ban Nha
- Asturias - Sân bay Asturias Căn cứ
- Bilbao - Sân bay Bilbao
- Fuerteventura - Sân bay Fuerteventura
- Ibiza - Sân bay Ibiza Theo mùa
- Málaga - Sân bay Málaga Theo mùa
- Palma de Mallorca - Sân bay Son Sant Joan Theo mùa
- Tenerife - Sân bay Tenerife South Theo mùa
- Valencia - Sân bay Valencia Theo mùa
- Zaragoza - Sân bay Zaragoza Theo mùa

## Đội bay
Tính đến tháng 6/2021:
Ngày 15/2/2012, Boeing đã công bố họ đã ký hợp đồng với Volotea cho thuê dài hạn một số máy bay
Boeing 717
.